# 513e régiment de chars de combat
Pour les articles homonymes, voir 513e régiment.
Le 513e régiment de chars de combat est une unité blindée de l'Armée française, existant pendant l'entre-deux-guerres.

## Création et différentes dénominations
- 1922 : création du 513e régiment de chars blindés
- 1923 : renommé 513e régiment de chars de combat
- 1927 : dissous

## Historique
Il est créé à Nancy en 1922 en tant que 513e régiment de chars blindés. Renommé en 1923 513e régiment de chars de combat, il est dissout en 1927.

## Étendard
L'étendard du régiment ne porte aucune inscription.